# 莫尔尼
莫尔尼（法語：Morgny，法語發音：[mɔʁɲi]）是法国厄尔省的一个市镇，属于莱桑德利区。

## 地理
莫尔尼（49°22'58"N, 1°35'26"E）面积17.37 平方千米，位于法国诺曼底大区厄尔省，该省份为法国北部内陆省份，北起滨海塞纳省，西接奧恩省和卡爾瓦多斯省，南至厄尔-卢瓦省，东临瓦兹省、瓦兹河谷省和伊夫林省。
与莫尔尼接壤的市镇（或旧市镇、城区）包括：利翁地区博菲塞、贝聚拉福雷、博康坦、利利、隆尚、里昂斯拉福雷、拉讷沃格朗日、韦克桑地区诺容、皮谢。

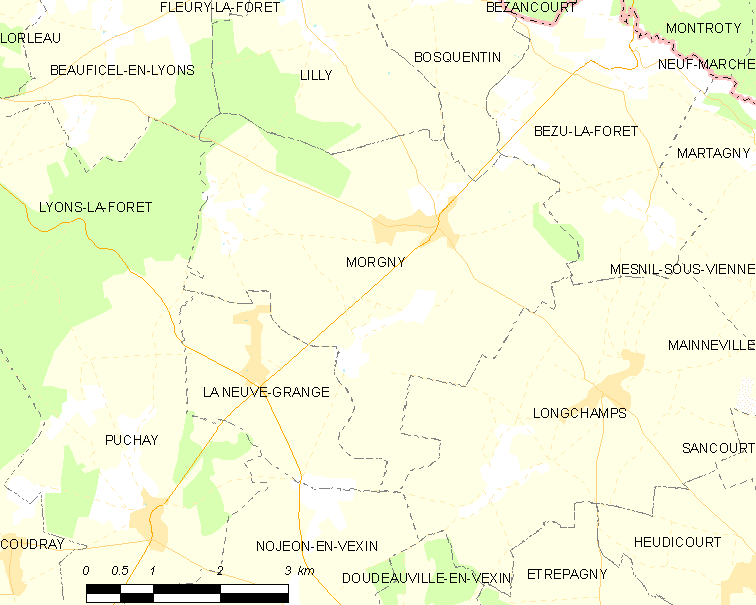
莫尔尼的OSM定位图

莫尔尼的时区为UTC+01:00、UTC+02:00（夏令时）。

## 行政
莫尔尼的邮政编码为27150，INSEE市镇编码为27417。

## 政治
莫尔尼所属的省级选区为日索尔县。

## 人口

1962-2008年间莫尔尼人口变化图示

莫尔尼于2022年1月1日时的人口数量为663人。